# Ahmed Hachani
Pour les articles homonymes, voir Hachani.
Ahmed Hachani (arabe : أحمد الحشاني), né le 4 octobre 1956 à Tunis, est un homme d'État tunisien. Il est nommé chef du gouvernement de la Tunisie le 1er août 2023 par le président Kaïs Saïed en remplacement de Najla Bouden.

## Biographie

### Jeunesse et formation
Né le 4 octobre 1956 à Tunis, il est le fils de la Bretonne Thérèse Le Gall, et de Salah Hachani, officier de l'armée tunisienne exécuté en 1963 pour sa participation au complot contre Habib Bourguiba en 1962. En conséquence, la famille Hachani est exclue de la fonction publique jusqu'à l'arrivée au pouvoir de Zine el-Abidine Ben Ali.
Ahmed Hachani obtient son baccalauréat au lycée Alaoui à Tunis. Par la suite, il poursuit ses études supérieures au sein de la faculté de droit et des sciences politiques de Tunis, dans laquelle il obtient une licence en droit puis une maîtrise en droit public en 1983. Il est par ailleurs francophone.

### Carrière professionnelle
Ahmed Hachani intègre en 1986 la Banque centrale de Tunisie en tant que juriste,. Il est promu, en 2011, au poste de directeur général des ressources humaines. Il enseigne en parallèle le droit à l'Association professionnelle des banques et des établissements financiers. Il prend sa retraite professionnelle en 2018.

### Chef du gouvernement
Ahmed Hachani est nommé chef du gouvernement de la Tunisie le 1er août 2023 par le président Kaïs Saïed en remplacement de Najla Bouden. Il prend ses fonctions le lendemain.
Le 7 août 2024, il est limogé de son poste de chef du gouvernement et remplacé par le ministre des Affaires sociales, Kamel Madouri.

## Prises de position
Arrière-petit-fils d'Ali III Bey, admirateur de la Tunisie beylicale et monarchiste, il s'exprime en faveur de l'instauration d'une monarchie constitutionnelle, arguant notamment que cela éviterait au pays de tomber dans une dictature présidentielle ou parlementaire, et que cela permettrait de se débarrasser du tribalisme et du populisme.